# Гасанов, Айваз
Айваз Гасанов (азерб. Ayvaz Həsənov; 2 мая 1929, Алгети — 1990, Марнеули) — государственный и партийный деятель Грузинской ССР, депутат Верховного Совета Грузинской ССР.

## Биография
Родился 2 мая 1929 года в селе Алгети Марнеульского района в семье Айваза Дурсуна. Получив высшее образование, сначала начал работать руководителем в государственном коннозаводе в селе Гуллар. С 1958 по 1975 год руководил крупными хозяйствами, такими как Гараязи, Гачаган, Марнеули, Алгет.
В 1975 году был назначен заместителем министра сельского хозяйства Грузинской ССР. Был освобожден от этой должности в 1981 году. В 1989 году был назначен председателем Марнеульского райисполкома.
Несколько раз избирался депутатом Верховного Совета.

## Память
Помню, мы часто встречались и советовались. Он был удивительно принципиальным человеком. Если бы он сказал свое слово, его было бы слишком трудно отговорить. Он часто спорил в дружеской атмосфере, я изучал его показания и в большинстве случаев соглашался с мнением Айваза. Это был очень деловой, умный, вдумчивый, предприимчивый человек, хороший земледелец. Такие личности встречаются не так уж и часто.— Эдуард Шеварднадзе

Его характерными чертами были глубокое знание своего дела, страсть к инновациям и применению современных технологий и методов управления в хозяйстве. Он жил жизнью крестьянина, боль крестьянина была болью Айваза. Его отношения с лидерами были достойны восхищения. Мне кажется, его личность была эталоном братства и дружбы грузинского и азербайджанского народов.— Джумбер Патиашвили

В некоторых переговорах на встречах, которые мы проводили в Министерстве сельского хозяйства, он занимал сильную и уникальную позицию лидера. Такие качества в нем очень пригодились для нашей общей работы. Он хотел бы отстаивать свою позицию до последнего. Он сделал то, что сказал. Айваза Гасанова больше нет с нами. Его сыновья продолжают путь этой выдающейся личности. Я знаю, что его дети также находятся в таком же почетном положении, как и он, и желаю им успехов на этом пути. Будущие поколения будут хорошо знать Айваза Гасанова, ведь, хотя сам он и не жил, его замечательные произведения остались, а самое главное – это кристально чистая дружба грузинского и азербайджанского народов, которую он всегда оберегал. Айваз Гасанов сохранил эту дружбу как память от наших дедов, и мы постараемся ее защитить.— Нодари Читанава